# 海神

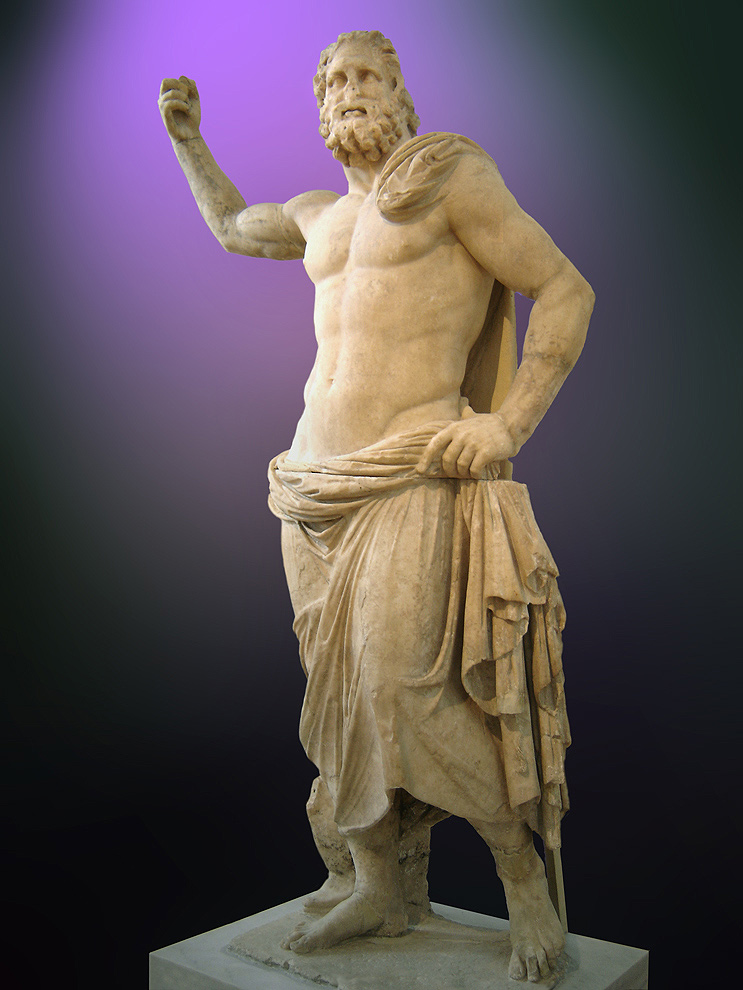
ポセイドーン

海神（わたつみ、わだつみ、うながみ、かいじん）は、海を司る神。また、海に住んでいるという神。世界各地の神話においても比較的高位の神とされている場合が多い。

## 各地の海神
ギリシア神話
- ポセイドーン
- ポントス
- ネーレウス
- オーケアノス
- テーテュース
- プローテウス

ローマ神話
- ネプトゥーヌス（ネプチューン）

日本神話
- ワタツミ（綿津見神）
- スサノオ（建速須佐之男命）
- オオワタツミ（大綿津見神）
- スミノエ（住吉神）
- スミノエノオオミカミ（住吉大神）
- ユラヒメ（由良比女命）
- アマツミカボシ（天津甕星） - 『大甕倭文神宮縁起』

ケルト神話
- リル
- マナナン・マクリル

北欧神話
- ニョルズ
- エーギル
- ラーン

ハワイ神話
- カナロア

## その他
- 伝説として、三韓征伐前（4世紀末）に、住吉三神が、「（軍船上で）我が御魂を勧請して祀り、木の灰をひさごに入れ、箸と皿を多くともなって、大海に散らして多く浮かべるがよい」と神示したと記述される[1]。
- 『土佐日記』（10世紀中頃成立）「ちぶりの神」の項では、船旅の際、海賊に追われていると聞き、番頭に幣を奉らせ、幣が散った方角に船を漕いだとあり、海神に手向けした幣に従って、航行する様が描かれている。
- 『伊勢物語』（11世紀成立）第87には、「海神がミル (海藻)を髪飾りとした」と記述がある（具体的に、どの柱かは記されていない）。
- 日本語の訓読みである「綿津見（わだつみ）」の「ツ」は助詞であり、「ミ」は神霊の意味（『広辞苑』）で、『万葉集』巻第16にも見られる。海を「ワタ（ダ）」と読むのは、朝鮮語の海（pata）と同源とされるが、一説に「ヲチ＝遠」の転ともする（『広辞苑』）。
- イヌイットの言い伝えでは、村に起こる不幸の原因を海の神々（セドナ）の怒りとし、努力を重ねたシャーマンが瞑想によって海底に達し、海の神々の怒りを鎮めることができるとする[2]。